# Michael Chaput
Michael Chaput (* 9. April 1992 auf der Île Bizard, Québec) ist ein kanadischer Eishockeyspieler, der zuletzt bis Juni 2023 bei Barys Astana aus der Kontinentalen Hockey-Liga (KHL) unter Vertrag gestanden und dort auf der Position des Centers gespielt hat. Zuvor war Chaput unter anderem für die Columbus Blue Jackets, Vancouver Canucks, Canadiens de Montréal und Arizona Coyotes in der National Hockey League (NHL) aktiv.

## Karriere

### Jugend
Michael Chaput begann seine Karriere als Eishockeyspieler bei den Lions de Lac Saint-Louis, für die in der Saison 2007/08 in der unterklassigen Juniorenliga QMAAA aktiv war. Anschließend wechselte er zu den Lewiston MAINEiacs in die Ligue de hockey junior majeur du Québec (LHJMQ), die höchste Juniorenliga Québecs. In seiner Rookiesaison absolvierte er 29 Spiele für die Mannschaft aus dem US-amerikanischen Bundesstaat Maine, wurden allerdings in den Playoffs nicht in den Kader berufen. In der folgenden Saison konnte sich Chaput dann endgültig im Aufgebot der MAINEiacs etablieren und erzielte in 68 Spielen insgesamt 55 Punkte. In den Playoffs um die Meisterschaft in der LHJMQ schied die Mannschaft allerdings in der ersten Runde nach vier Spielen aus. Im NHL Entry Draft 2010 wählten die Philadelphia Flyers Michael Chaput mit ihrem ersten Draftpick in der dritten Runde an insgesamt 89. Stelle aus.
Die Saison 2010/11 beendete Chaput mit insgesamt 59 Punkten in 62 Spielen und verbesserte auch seine Plus/Minus-Bilanz deutlich von −12 auf +23. In den Playoffs, in denen die MAINEiacs erst im Halbfinale an den Saint John Sea Dogs scheiterte, war Chaput neben Kirill Kabanow der erfolgreichste Scorer seiner Mannschaft. In 13 Spielen erzielte er 7 Tore und verzeichnete 13 Assists. Als die MAINEiacs nach Abschluss der Saison aufgelöst wurden, wurden die verbleibenden Spieler in einem Dispersal Draft an die anderen Mannschaften verteilt. Chaput wurde dabei an der dritten Stellen von den Cataractes de Shawinigan ausgewählt. In der NHL wurde er im Februar 2011 gemeinsam mit Greg Moore zu den Columbus Blue Jackets transferiert.
Mit den Cataractes konnte er seine Leistung aus dem Vorjahr noch einmal überbieten und erzielte 63 Tore in 57 Spielen, außerdem schloss er die Saison mit einer Plus/Minus-Bilanz von +39 ab. In den Playoffs erzielte er 12 Punkte, kam mit seiner Mannschaft aber nicht über das Viertelfinale hinaus. Allerdings waren die Cataractes als Gastgeber automatisch für den Memorial Cup 2012 qualifiziert. Zwar belegte das Team in der Vorrunde den vierten und letzten Platz, konnte allerdings dank zweier Siege in der K.O.-Runde ins Finale einziehen. Dort gewann man durch einen 2:1-Sieg über die London Knights erstmals in den Vereinsgeschichte den Memorial Cup. Chaput beendete das Turnier mit 12 Punkten als bester Scorer und wurde außerdem als wertvollster Spieler mit der Stafford Smythe Memorial Trophy ausgezeichnet. Damit stand er auch im All-Star-Team des Turniers.

### NHL
Am 28. April 2012 unterzeichnete er einen dreijährigen Einstiegsvertrag mit den Columbus Blue Jackets. In der folgenden Saison wechselte er daraufhin zum Farmteam der Blue Jackets, die Springfield Falcons, in die American Hockey League (AHL). Dort erspielte sich Chaput einen Stammplatz im Kader und zog mit dem Team schließlich in die Playoffs ein.
Am Ende der Saison 2015/16 gewann er mit den Lake Erie Monsters, dem neuen Farmteam der Jackets, den Calder Cup. Dennoch wurde sein Vertrag in der Organisation der Blue Jackets nicht verlängert, sodass er sich im Juli 2016 als Free Agent den Vancouver Canucks anschloss. Dort verbrachte er zwei Jahre, bevor er im Juni 2018 im Tausch für Tanner Kero an die Chicago Blackhawks abgegeben wurde. Diese verlängerten seinen wenig später auslaufenden Vertrag nicht, sodass er im Juli 2018 einen Einjahresvertrag bei den Canadiens de Montréal unterzeichnete. Dort pendelte er im Verlauf der Spielzeit 2018/19 – wie schon bei seinen vorherigen Stationen – zwischen dem NHL- und AHL-Kader. Im Februar 2019 wurde er im Tausch für Jordan Weal zu den Arizona Coyotes transferiert. Dort verbrachte er etwa eineinhalb Jahre, bevor er sich im Juli 2021 als Free Agent den Pittsburgh Penguins anschloss. Dort kam er im gesamten Saisonverlauf ausschließlich für den Kooperationspartner Wilkes-Barre/Scranton Penguins in der AHL zu Einsätzen.

### KHL
Nachdem der Mittelstürmer bis Ende September 2022 kein neues Vertragsangebot in Nordamerika erhalten hatte, entschied er sich ein Vertragsangebot von Barys Astana aus der Kontinentalen Hockey-Liga (KHL) anzunehmen. Dort verbrachte der Kanadier die Saison 2022/23, bestritt allerdings nur zehn Partien für das kasachische Team.

## Erfolge und Auszeichnungen
| - 2012 Memorial-Cup-Gewinn mit den Cataractes de Shawinigan - 2012 Ed Chynoweth Trophy - 2012 Stafford Smythe Memorial Trophy | - 2012 Memorial Cup All-Star-Team - 2016 Calder-Cup-Gewinn mit den Lake Erie Monsters |

## Karrierestatistik
Stand: Ende der Saison 2022/23
(Legende zur Spielerstatistik: Sp oder GP = absolvierte Spiele; T oder G = erzielte Tore; V oder A = erzielte Assists; Pkt oder Pts = erzielte Scorerpunkte; SM oder PIM = erhaltene Strafminuten; +/− = Plus/Minus-Bilanz; PP = erzielte Überzahltore; SH = erzielte Unterzahltore; GW = erzielte Siegtore; 1 Play-downs/Relegation; Kursiv: Statistik nicht vollständig)